# نوبنديان بلوتشي
نوبنديان بلوتشي (بالفارسية: نوبندیان بلوچی) هي قرية تقع في قسم نغور الريفي (مقاطعة تشابهار) في إيران. يقدر عدد سكانها بـ 574 نسمة بحسب إحصاء 2016.